# NGC 1678
NGC 1678 is een lensvormig sterrenstelsel in het sterrenbeeld Orion. Het hemelobject werd op 1 februari 1786 ontdekt door de Duits-Britse astronoom William Herschel.

## Synoniemen
- PGC 16179
- MCG 0-13-19
- ZWG 394.20